# Saint-Julien-sur-Cher
 Saint-Julien-sur-Cher  es una población y comuna francesa, en la región de Centro, departamento de Loir y Cher, en el distrito de Romorantin-Lanthenay y cantón de Mennetou-sur-Cher.

## Demografía
| 387 | 403 | 447 | 553 | 627 | 663 | 737 |
| Para los censos de 1962 a 1999 la población legal corresponde a la población sin duplicidades (Fuente: INSEE [Consultar]) |     |     |     |     |     |     |